# 瓜雷尼亚
瓜雷尼亚，是西班牙埃斯特雷马杜拉巴达霍斯省的一个市镇。总面积238平方公里，总人口7285人（2001年），人口密度31人/平方公里。